# Jaron Blossomgame
Jaron Samuel Blossomgame (ur. 16 września 1993 w Atlancie) – amerykański koszykarz, występujący na pozycji niskiego skrzydłowego, obecnie zawodnik Ratiopharmu Ulm.
W 2016 wystąpił w turnieju Adidas Nations Counselors. W 2017 i 2018 reprezentował San Antonio Spurs podczas letniej ligi NBA.
27 września 2019 został zawodnikiem Houston Rockets. 17 października opuścił klub.
21 lipca 2021 dołączył do niemieckiego Ratiopharmu Ulm.

## Osiągnięcia
Stan na 22 lipca 2021, na podstawie, o ile nie zaznaczono inaczej.
NCAA
- Największy postęp konferencji Atlantic Coast (ACC – 2016)
- Zaliczony do:
  - I składu ACC (2016)
  - III składu ACC (2017)
- Zawodnik tygodnia ACC (18.01.2016)

G-League
- Mistrz G-League (2018)
- Zaliczony do III składu G-League (2018)